# Freiheitsmahnmal

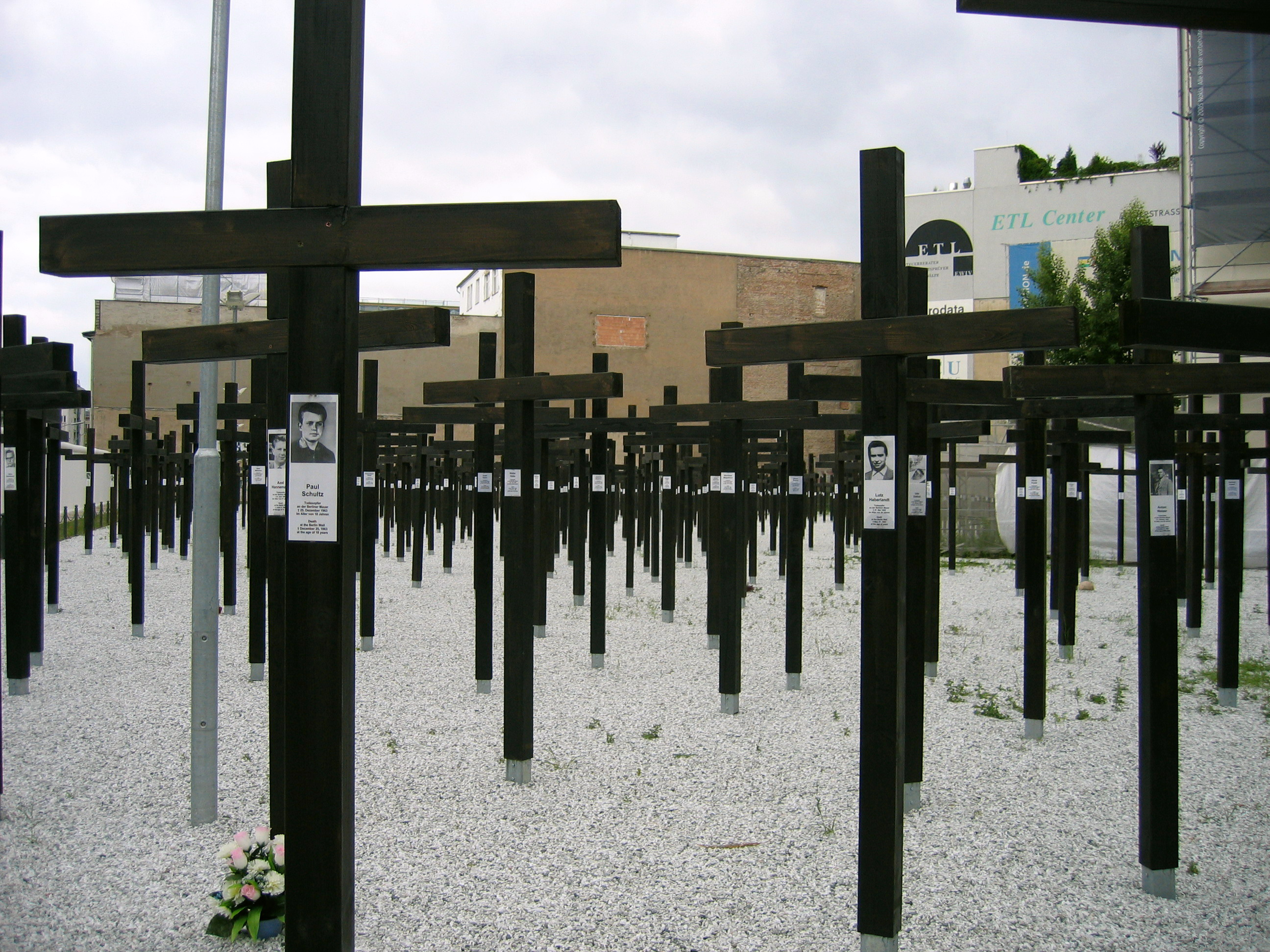
Freiheitsmahnmal im Juni 2005

Das Freiheitsmahnmal am Checkpoint Charlie in der Nähe des Mauermuseums war ein Mahnmal für die Opfer des DDR-Grenzregimes, das am 31. Oktober 2004 von der Arbeitsgemeinschaft 13. August e. V. errichtet und am 5. Juli 2005 geräumt worden ist. Es bestand aus einer weiß gestrichenen Mauer aus 120 originalen Mauersegmenten in der Nähe des ursprünglichen Verlaufs der Berliner Mauer, vor der 1067 Kreuze als Andenken an die Opfer des DDR-Grenzregimes (Todesopfer an der Berliner Mauer und Tote an der innerdeutschen Grenze) standen.

## Geschichte
Die Arbeitsgemeinschaft 13. August pachtete im Oktober 2004 eine Brache am Checkpoint Charlie. Deren Leiterin Alexandra Hildebrandt kündigte an, auf der Freifläche bis zum Auslaufen des Pachtvertrages zum Jahresende eine „temporäre Kunstinstallation“ einzurichten. Sie wolle im Besitz des ebenfalls vom Verein betriebenen Mauermuseums befindliche Segmente der Berliner Mauer von Künstlern aus Nord- und Südkorea sowie Israel und Palästina bemalen lassen. Dies solle einerseits ein „Denkmal für den Frieden und die Opfer der Berliner Mauer“ und andererseits ein „Protest gegen die Tribalisierung des Ortes durch die Stadt Berlin“ sein. Arbeitsgemeinschaft und Museum hatten bereits in der Vergangenheit die touristische Nutzung des Ortes kritisiert und versucht diese einzuschränken, die das Mauermuseum – so die Schlussfolgerung von Sybille Frank in einer Arbeit über die „Formation einer Heritage-Industrie am Berliner Checkpoint Charlie“ – als Konkurrenz wahrnahm.
Die Genehmigung als Kunstaktion durch das Bezirksamt Mitte und der Pachtvertrag mit der Bankaktiengesellschaft Hamm als Geländeverwalter liefen Ende 2004 aus. Der Betreiber weigerte sich, die Installation wieder zu entfernen; die Bankaktiengesellschaft Hamm reichte eine Räumungsklage ein, der am 8. April 2005 stattgegeben wurde.
Am 5. Juli 2005 wurde die umstrittene Räumung vollzogen. Trotz heftiger Proteste von SED-Opfern ließ der Gerichtsvollzieher die Gedenkkreuze und die Mauersegmente abbauen. Einige Demonstranten hatten sich an Kreuze gekettet; dies verzögerte die Räumung etwas.